# Scotussa lemniscata
Scotussa lemniscata är en insektsart som först beskrevs av Carl Stål 1861.  Scotussa lemniscata ingår i släktet Scotussa och familjen gräshoppor. Inga underarter finns listade i Catalogue of Life.